# Buellia atroflavella
Buellia atroflavella är en lavart som först beskrevs av William Nylander och som fick sitt nu gällande namn av Johannes Müller Argoviensis 1894. 
Buellia atroflavella ingår i släktet Buellia och familjen Caliciaceae.   Inga underarter finns listade i Catalogue of Life.